# Коорт Альфред Юрійович
Альфред Юрійович Коорт (29 травня 1901, місто Феллін Естляндської губернії, тепер місто Вільянді, Естонія — 28 вересня 1956, місто Тарту, тепер Естонія) — радянський та естонський вчений-філософ, ректор Тартуського державного університету. Депутат Верховної Ради СРСР 2-го скликання. Доктор філософії (1934), професор. Дійсний член Академії наук Естонської РСР (1946).

## Життєпис
Народився в родині перукаря (ремісника). Закінчив початкову школу. З 1914 по 1917 рік навчався в торговій школі. Одночасно, в підлітковому віці працював пастухом і підручним робітником на будівництві. З грудня 1917 по лютий 1918 року — бухгалтер в адміністрації міста Вільянді.
З квітня 1918 по весну 1919 року навчався у Тартуській комерційній гімназії, восьмикласний курс якої успішно закінчив за один рік.
У 1919—1924 роках навчався на філософському факультеті Тартуського університету. У 1924 році написав і захистив магістерську дисертацію на тему «Сучасні вчення про психологічні типи», здобув ступінь магістра філософії та був залишений науковим стипендіатом при Тартуському університеті. У 1925—1928 роках стажувався в аспірантурі в Геттінгенському університеті Німеччини у професора Г. Міша. Також стажувався у Парижі.
З серпня 1927 року читав лекції із філософії і педагогіки на філологічному відділенні Тартуського університету.
У жовтні 1934 року здобув ступінь доктора філософії, захистивши дисертацію на тему «Дослідження про логіку поняття типу». З червня 1935 року працював ад'юнкт-професором філософії, філології та педагогіки в Тартуському університеті, з квітня 1939 року — екстраординарний професор. Спочатку був філософом-ідеалістом, наприкінці 1930-х років перейшов на марксистські позиції.
У червні — жовтні 1940 виконував обов'язки декана філософського факультету, в жовтні 1940 — липні 1941 року — помічник проректора Тартуського державного університету. Одночасно, з грудня 1940 року був завідувачем кафедри педагогіки Тартуського державного університету.
Під час німецько-радянської війни залишився на окупованій німцями території, був звільнений з усіх посад і жив під наглядом німецької поліції в селі Кійд'ярве та садибі Кійкре біля Мийзакюла, його архів був пограбований.
Після захоплення Тарту радянськими військами, з жовтня 1944 року знову працював завідувачем кафедри педагогіки та заступником ректора із наукової частини Тартуського державного університету.
13 листопада 1944 — 1951 року — ректор Тартуського державного університету Естонської РСР. У 1945 році був учасником першого з'їзду естонської інтелігенції.
До 1956 року — професор Таллінського педагогічного інституту.
Помер 28 вересня 1956 року в місті Тарту. Похований на цвинтарі Рааді (університетська ділянка).

## Основні праці
- «Sissejuhatus filosoofiasse» (Вступ до філософії). Tartu: Akadeemiline Kooperatiiv, 1938.
- «Kaasaegset filosoofiat I» (Сучасна філософія. Частина 1). Tartu: Akadeemiline Kooperatiiv, 1938.
- «Beiträge zur Logik des Typusbegriffs» (Дослідження про логіку поняття типу, докторська дисертація). Tartu, 1938.
- «Inimese meetod» (Метод людини). (укладач Хандо Руннель) Tartu: Ilmamaa, 1996.

## Нагороди та відзнаки
- орден Естонського Червоного Хреста IV ступеня (1939)